# Goniothalamus tapis
Goniothalamus tapis är en kirimojaväxtart som beskrevs av Friedrich Anton Wilhelm Miquel.
Goniothalamus tapis ingår i släktet Goniothalamus och familjen kirimojaväxter. Inga underarter finns listade i Catalogue of Life.